# 初体験の扉 〜閲覧注意!クズ芸人(秘)潜入レポ〜
『初体験の扉 〜閲覧注意!クズ芸人(秘)潜入レポ〜』（はつたいけんのとびら えつらんちゅうい クズげいにんまるひせんにゅうレポ）は、2020年10月13日から同年12月22日までエンタメ〜テレ☆シネドラバラエティで放送されたバラエティ番組。初回放送は、毎月第2・4火曜日の25:00 - 26:00（#1のみ24:00 - 25:00）。

## 概要
借金1000万の岡野陽一、その後輩で借金300万の酒井尚の2人のクズ芸人が、様々な場所・施設・イベントに潜入し、知ってはいたけど足を踏み入れたことのない人生初体験模様を独自目線でレポートする。毎回の取材先はエロ、金、酒など欲望にまみれた先となる。

## 出演者
- 岡野陽一
- 酒井尚（ザ・マミィ）

## 放送リスト
| 回数 | 初回放送日     | 潜入先                                    | 出演                                    |
| ---- | -------------- | ----------------------------------------- | --------------------------------------- |
| #1   | 2020年10月13日 | プレステージ                              | 結城るみな、プレステージスタッフの皆様  |
| #2   | 2020年10月27日 | コンセプト系ガールズバー                  | 生田みく、吉岡明日海 あやてぃむ、しょこ |
| #3   | 2020年11月10日 | 最新ラブホテル街事情                      | 蜜美杏、日向琴子                        |
| #4   | 2020年11月24日 | ワンコインで1日を最大限に楽しむ方法を考案 | 戸越銀座商店街の皆様                    |
| #5   | 2020年12月8日  | 激安美容法レポート                        | 松岡すず                                |
| #6   | 2020年12月22日 | 番組大反省会!                             | 吉祥寺の街の皆様                        |

## スタッフ
- ナレーション：髙橋あやな
- カメラ：松尾俊一郎
- 音声：高橋克明
- 技術協力：ティ・ピー・ブレーン
- 音効：北澤亨
- MA：杉本允宏
- 編成：三塚洋佑（名古屋テレビネクスト） 天田惇（名古屋テレビネクスト）
- AP：わきやま
- AD：黒田香澄
- 演出：加藤貴大
- プロデューサー：安田和朗（名古屋テレビネクスト）
- 制作著作：エンタメ〜テレ☆シネドラバラエティ